# Catignano
Catignano ist eine Gemeinde mit 1240 Einwohnern und liegt in der Nähe von Vicoli und Nocciano in der Provinz Pescara.

## Geografie
Die Gemeinde erstreckt sich über ca. 17 km².
Zu den Ortsteilen (Fraktionen) zählen Cappucchini, Cetrano, Piano Scarpara und Micarone.
Die Nachbargemeinden sind: Civitaquana, Cugnoli, Loreto Aprutino, Nocciano und Pianella.

## Weinbau
In der Gemeinde werden Reben der Sorte Montepulciano für den DOC-Wein Montepulciano d’Abruzzo angebaut.